# 9 Sagittarii

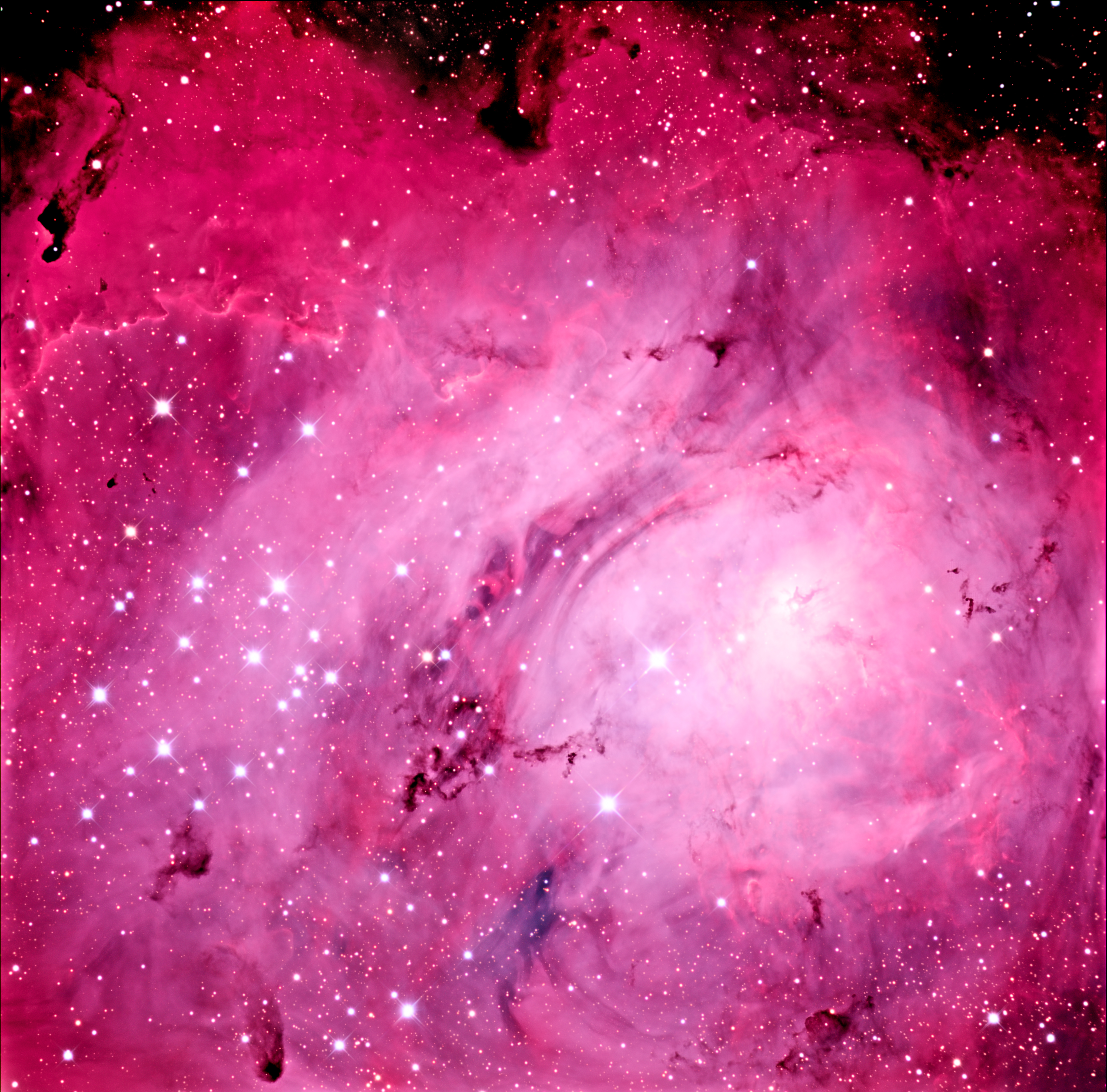
Región de la Nebulosa del Reloj de Arena de Messier 8 (M8) observada con el telescopio Schulman de 32 pulgadas en el Monte Lemmon, Arizona

9 Sagittarii (9 Sgr / HD 164794 / HR 6736) es una estrella en la constelación de Sagitario de magnitud aparente +5,93. Es miembro del cúmulo NGC 6530, estimándose su distancia en 5150 años luz —1580 pársecs—; otras fuentes la sitúan aún más lejos del sistema solar, a 5800 años luz.
9 Sagittarii es una estrella de la secuencia principal de tipo espectral O4V. Es una estrella muy caliente, con una temperatura efectiva de 43 000 K.
Extraordinariamente luminosa, brilla con una luminosidad equivalente a 770 000 soles.
Tiene un radio 16 veces más grande que el radio solar y gira sobre sí misma a gran velocidad; diversos estudios cifran su velocidad de rotación entre 102 y 128 km/s.
Es una estrella extremadamente joven de sólo 1,5 millones de años de edad, por lo que, comparativamente, la antigüedad del Sol es 3000 veces mayor.
Si bien habitualmente se la consideró una estrella simple, variaciones en la velocidad radial de 9 Sagittarii sugirieron que podría ser binaria espectroscópica de largo período. La hipotética estrella acompañante debería ser también de tipo O, y dado que no pudo ser resuelta por interferometría de moteado en un estudio que detecta binarias separadas 0,0035 segundos de arco, se supuso que su separación es menor; ello correspondería a una distancia real entre componentes inferior a 55 UA —considerando que se encontrara a 5150 años luz—.
Asumiendo que la estrella primaria fuera de tipo O4V con una masa de ~ 55 masas solares, y su acompañante sería de tipo O8V con una masa de ~ 25 masas solares, el límite superior del período orbital, para una órbita circular, sería de 45 años.
En un estudio de 2012 se pudieron determinar los parámetros del sistema 9 Sagittarii mediante medidas espectroscópicas realizadas durante un período de tiempo bastante largo. De acuerdo a él, 9 Sagittarii está formada por una estrella de tipo espectral O3.5V acompañada por otra de tipo espectral O5 u O5.5V, 40 %-50 % menos brillante que la primaria dependiendo del tipo espectral que tenga. Ambas componentes se mueven en una órbita de elevada excentricidad (ε = 0,7), siendo su periodo orbital de 8,6 años.